# Логорея (сборник)
«Логорея» (англ. The Polysyllabic Spree) — сборник эссе английского писателя Ника Хорнби. Включает в себя подборку колонок автора для журнала «The Believer» за 2003—2004 годы о книгах, которые он читает сам.
В каждой статье Хорнби перечисляет книги, которые покупает, и книги, которые действительно читает: например, мог приобрести Диккенса, а читать на самом деле Сэлинджера. Таким образом, с сентября 2003 по август 2004 мы получаем список книг, которые Ник Хорнби покупал, читал или собирался читать.
Оригинальное название сборника The Polysyllabic Spree — это ссылка на симфо-рок-группу The Polyphonic Spree. На русский язык название книги, которое буквально значит «Безудержная многосложность» или «Безудержное использование многосложных слов», переведено медицинским термином «Логорея».